# Hindoestani
Hindoestani (Devanagari: हिन्दुस्तानी, Perzisch-Arabische: ہندوستانی), is een overkoepelende term voor een groep van aan elkaar verwante Indo-Arische dialecten en talen in het noorden, midden en noordwesten van het Indisch subcontinent en de door het volk gebruikte mengeling van de twee gestandaardiseerde varianten, erkend als Hindi–Urdu, alsmede enkele niet gestandaardiseerde dialecten en talen. De twee gestandaardiseerde varianten van de gesproken dialecten zijn vrijwel identiek in grammatica en hebben een gemeenschappelijke basiswoordenschat. In feite was voordat Brits-Indië in 1947 werd opgedeeld in India en Pakistan, de term Hindvi (Engels: Indian) synoniem aan Hindi en/of Urdu.

## Urdu
Urdu is de officiële nationale taal van Pakistan en een officieel erkende streektaal in India. Het is ook een officiële taal in de Indiase staten Andhra Pradesh, Jammu en Kasjmir en Uttar Pradesh, en Delhi. Urdu heeft zich historisch gezien ontwikkeld onder de elite van het Mogolrijk, in Noord-Indiase metropolen zoals Delhi, Lucknow, Lahore en Agra. Urdu wordt geschreven in een Arabische aangepaste vorm van het Perzische schrift, ook bekend als het Nastaliq schrift. De woordenschat van het Urdu kent een relatief grote invloed van het Perzisch en in mindere mate het Arabisch.

## Hindi
Hindi is de officiële taal van India en is gebaseerd op het Khariboli-dialect van de regio rond Delhi en verschilt van het Urdu doordat het meestal in het lokale Devanagari-schrift wordt geschreven en dat het minder invloeden vertoont van het Perzisch. Veel academici gebruiken een door het Sanskriet beïnvloede vorm van het Hindi, die hoofdzakelijk is ontwikkeld in Benares (Varanasi), de heilige stad van de hindoes, en die gebaseerd is op het hier gesproken lokale oostelijke Hindi-dialect.
De term "Hindoestani" wordt over het algemeen niet meer gebruikt in het moderne India, behalve wanneer men refereert aan een stijl van Indiase klassieke muziek, die vaak voorkomt in het noorden van India.

## Bazar e Hindvi
In bepaalde gevallen wordt de term Hindoestani gebruikt om te refereren aan de dialecten en variëteiten die door het volk worden gebruikt, in tegenstelling tot het gestandaardiseerde Hindi en Urdu. De betekenis ervan wordt weergegeven in het gebruik van de term "Bazar e Hindvi", in andere woorden de "taal van de straat of de marktplaats", en kan gezien worden als het meest gebruikte dialect van Hindi/Urdu en als handelstaal van Pakistan en Noord-India.

## Hindi buiten Zuid-Azië

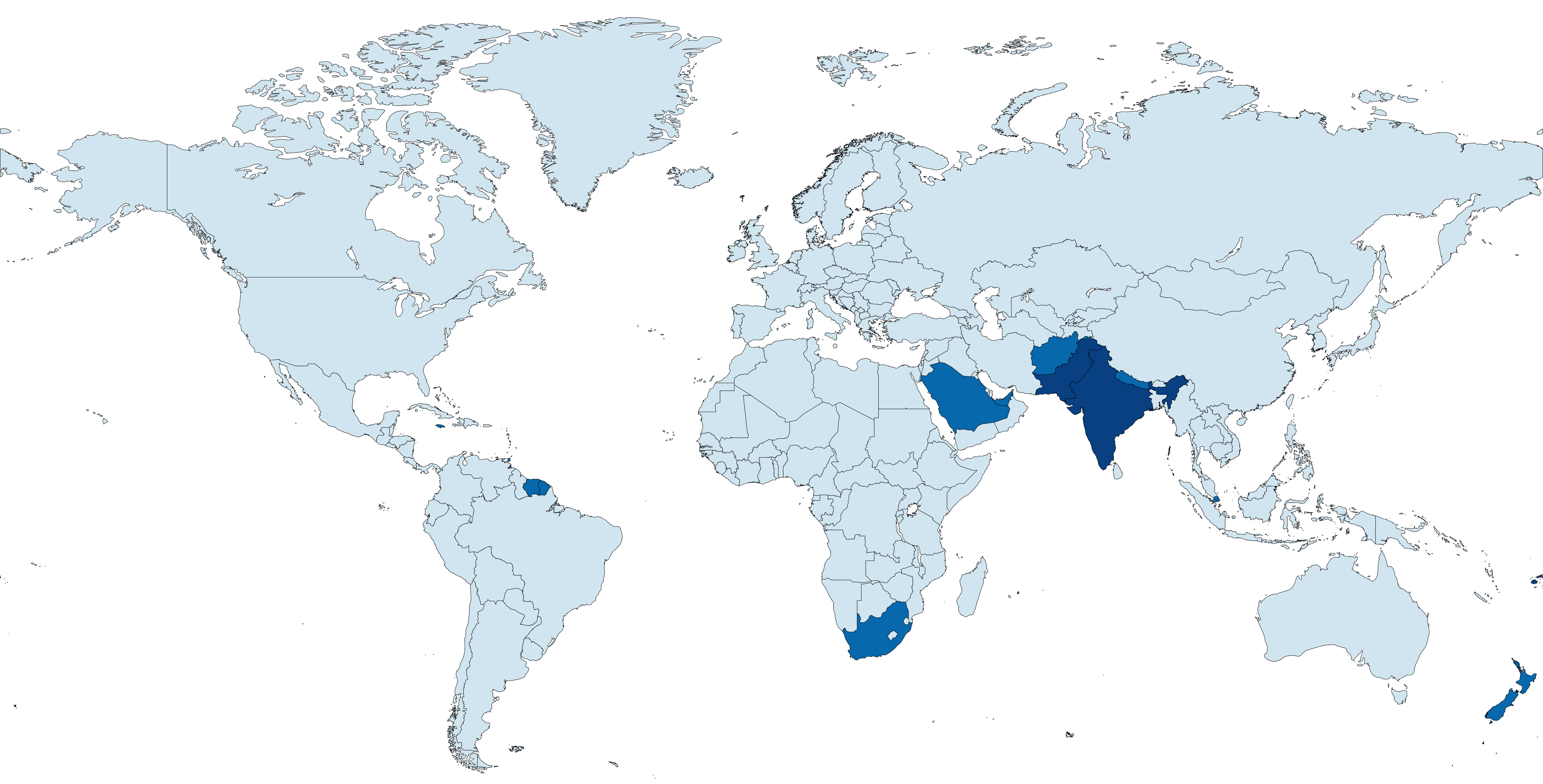
Meerderheid/Officiële taal
Significante minderheidstaal
Minderheidstaal

Naast dat het de lingua franca van Zuid-Azië is, wordt de term Hindoestani ook gebruikt voor enkele talen en taalvarianten die door mensen van de Zuid-Aziatische diaspora en hun nakomelingen worden gesproken.

### Fiji Hindi
In Fiji heeft het Hindoestani een officiële status binnen de grondwet. Het Fijisch-Hindoestani stamt af van het Awadhi, een streektaal behorend tot de oost-centrale groep van de Indische talen en heeft ook enkel invloeden van het Bhojpuri. De taal heeft enkele unieke kenmerken waarmee het zich onderscheidt van het Awadhi op het Indiase schiereiland, ook al kunnen de sprekers van de twee talen (of dialecten) elkaar onderling wel verstaan. Fijisch Hindoestani wordt door bijna de gehele Indiase gemeenschap, 38,1% van de bevolking van Fiji, gesproken.

### Caraïbisch-Hindoestani
Het Caraïbisch-Hindoestani is de formele naam voor de taal die wordt gesproken door Indo-Caraïbiërs in Suriname, Guyana en Trinidad en Tobago. De meeste mensen noemen de taal lokaal echter gewoon Hindoestani (Hindoestaans).
De taal is meegenomen door vooral Bhojpuri en Awadhi sprekende emigranten, het Caraïbisch-Hindoestani kent hierdoor de meeste invloed van het Bhojpuri en het Awadhi en daaraan verwante Biharitalen; daarnaast heeft ook het Magadhi invloed gehad.

#### Sarnami Hindoestani
De meest gesproken variant van het Caraïbisch-Hindoestani is het Sarnami Hindoestani dat in Suriname, na het Nederlands en het Sranantongo de meest gesproken taal van Suriname is.

### Overig
Hindoestani in de ruimste zin van het woord heeft ook een aanzienlijk aantal sprekers in het Caraïbisch gebied, Noord-Amerika, Europa, Afrika en het Midden-Oosten, als gevolg van de migratie van mensen uit India en Pakistan.

## Hindvi en Bollywood
De Hindi/Urdu filmindustrie Bollywood is gevestigd in Bombay (Mumbai), in de Marathi sprekende staat Maharashtra. De filmcultuur van Bollywood kenmerkt zich door onderbrekingen van verhalen met muzieknummers en dans. De films zijn in verscheidende Noord-Indische talen/dialecten, waaronder het Khariboli-dialect, en Awadhi, Rajasthani, Bhojpuri en het Punjabi. De muzieknummers zijn zo populair onder Indiërs en Pakistanen dat vrijwel alle populaire muziek op het Subcontinent uit films afkomstig is. De liedjes zijn ook populair in omringende landen waar verwante talen gesproken worden, zoals in Afghanistan, Bangladesh en Iran. Veel nummers zijn in de Urdu Shayari-stijl.